# 赫尔穆特·牛顿

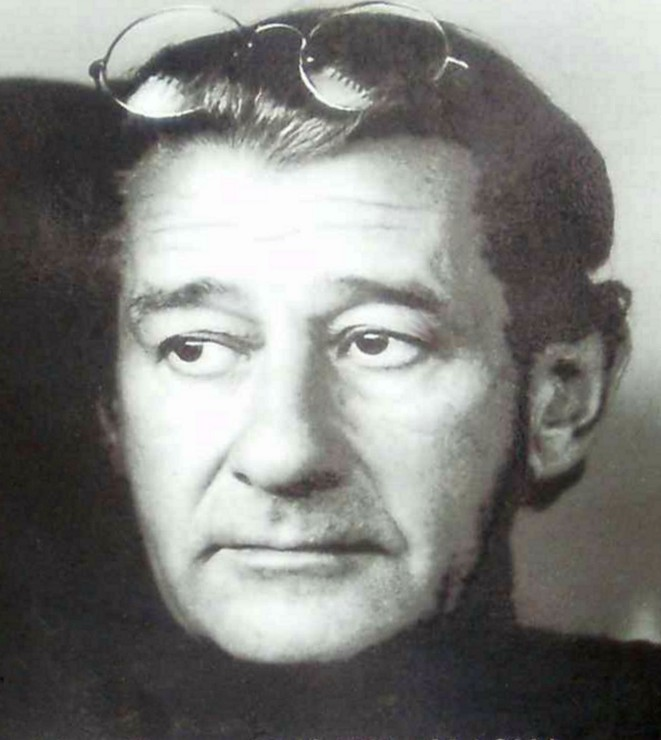
赫尔穆特·牛顿

赫尔穆特·牛顿（Helmut Newton，1920年10月31日—2004年1月23日）是一位德裔澳大利亚摄影师。

## 生平
牛顿出生在柏林，他一家是犹太人。牛顿的父亲擁有一家纽扣厂。12岁时，牛顿买了一台照相机，从此开始热衷于摄影。
纽伦堡法案通過後，牛顿的父亲失去了纽扣厂所有权；1938年11月9日的水晶之夜发生时，牛顿的父亲曾被短暂关入集中营，最终，一家人被迫离开德国。牛顿的父母逃到了阿根廷。牛顿于1938年12月5日离开德国。牛顿原本打算前往中華民國。抵达新加坡后，纽顿乾脆留在当地，並為新加坡为《海峽時報》拍攝照片。
牛顿在新加坡時一度遭英国殖民当局拘留，之后被送上瑪麗皇后號，並于1940年9月27日抵达澳大利亚悉尼。牛顿于1942年获释，后在维多利亚州北部短暂地当过一阵水果采摘工。1942年8月，牛顿加入澳大利亚军队。1945年战争结束后，纽顿成为英国国民。1948年，牛顿与演员琼·布朗结婚。
1961年，牛顿与妻子在巴黎定居，牛顿的作品曾登上过《Vogue》和《时尚芭莎》杂志的法国版。
晚年，牛顿曾在摩纳哥的蒙特卡洛以及美國洛杉矶定居。2004年1月23日，牛顿在驾车途中突发心脏病去世。